# Бальдуинштайн
Бальдуинштайн (нем. Balduinstein) — община в Германии, в земле Рейнланд-Пфальц.
Входит в состав района Рейн-Лан. Подчиняется управлению Диц. Население составляет 561 человек (на 31 декабря 2010 года). Занимает площадь 5,17 км².

## Достопримечательности
- Замок Шаумбург